# Вшеміловиці
Вшеміловиці (пол. Wszemiłowice) — село в Польщі, у гміні Конти-Вроцлавські Вроцлавського повіту Нижньосілезького воєводства.
Населення — 268 осіб (2011).
У 1975-1998 роках село належало до Вроцлавського воєводства.

## Демографія
Демографічна структура станом на 31 березня 2011 року:
|          | Загалом | Допрацездатний вік | Працездатний вік | Постпрацездатний вік |
| -------- | ------- | ------------------ | ---------------- | -------------------- |
| Чоловіки | 127     | 31                 | 89               | 7                    |
| Жінки    | 141     | 23                 | 87               | 31                   |
| Разом    | 268     | 54                 | 176              | 38                   |